# Sagres (cerveza)
Sagres es una marca de cerveza de Portugal, que nació en 1940, como marca de prestigio, para representar a la Sociedade Central de Cervejas (Sociedad Central de cerveza) en la Exposición del Mundo Portugués, que abrió sus puertas en mayo de 1940.

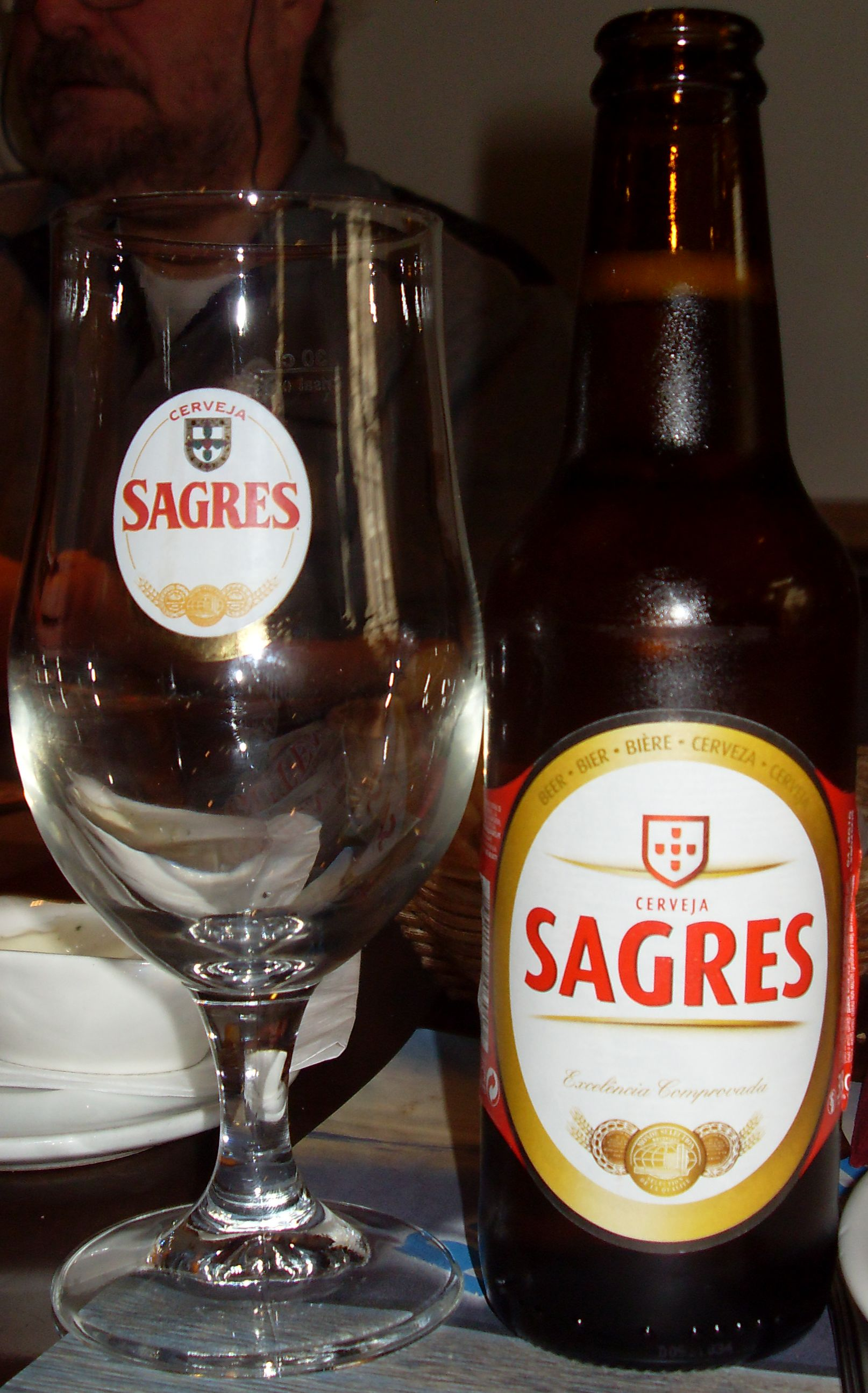

## Historia
Lidera, junto con su competidora Super Bock, el mercado de la cerveza en Portugal. Ambas marcas representan el 89,5% del mercado nacional.
Cerveza Sagres inicia las exportaciones de cerveza, lo que llegando primeramente a Gibraltar, sigue a las Azores y los Territorios de Ultramar de Angola, Cabo Verde, Guinea-Bissau, Santo Tomé y Príncipe, Timor, Goa, Macao y Mozambique.
La cerveza Sagres es 100% natural, elaborada con métodos tradicionales exclusivos a base de agua, malta, cereales no malteados y una rigurosa selección de lúpulo. Es una cerveza de cuerpo medio, de carácter seco y amargor agradable. Ligera, de color oro, tiene un contenido de alcohol del 5,0%.

## Variedades
- Sagres Branca
- Sagres Preta
- Sagres Bohemia
- Sagres Bohemia 1935
- Sagres Bohemia de Ouro
- Sagres Limalight
- Sagres Zero sin alcohol Blanco o Negro
- Sagres Zero Limalight.

## Sociedade Central de Cervejas e Bebidas, S.A. (SCC)
Sociedade Central de Cervejas e Bebidas, S.A. (SCC) fue fundada en 1934  por cuatro de las más antiguas y prestigiosas fábricas de cerveza portuguesas y tiene la marca de cerveza Sagres, nacida en 1940, como su cerveza oficial. El grupo SCS, que también incluye a Sociedade da Água de Luso, S.A. (SAL), es propiedad desde marzo de 2008 del Grupo Heineken (desde 2010 a través de su filial Heineken España) y su principal actividad es la producción y comercialización de malta, cerveza y refrescos, con tres unidades industriales, la mayor en Vialonga, ubicada al norte de Lisboa, y también en Luso y Vacariça, donde se capturan las aguas minerales Luso y Cruzeiro.
En la fábrica de Vialonga son producidas y embotelladas las marcas de cerveza Sagres y sus variantes, con y sin alcohol, así como otras específicas para los clientes y los mercados de exportación. En Portugal, la SCC también representa a marcas internacionales de cerveza, como Heineken, Budweiser, Guinness, Foster y John Smith, y la gama de refrescos de las marca Schweppes y Joi.
1. 1 2  CERVEJA Sagres. «Sagres - Produtos» (en portugués). Consultado el junho de 2010.
2. ↑  AGÊNCIA Financeira (2 de março de 2009). ««Sagres» começa 2009 a ultrapassar «Super Bock»» (en portugués). Consultado el junho de 2010. (enlace roto disponible en Internet Archive; véase el historial, la primera versión y la última).
3. ↑  «La compra de Sagres castiga el beneficio pero no las ventas de...». www.diariodesevilla.es. Consultado el 9 de agosto de 2016.